# Kohlschotenrüssler
Der Kohlschotenrüssler oder Echter Kohlschotenrüssler  (Ceutorhynchus assimilis) ist ein Käfer aus der Familie der Rüsselkäfer (Curculionidae).

## Merkmale
Die Käfer sind 2,5–3 mm lang und wirken durch eine feine Behaarung grau. Als Mitglied der Familie der Curculionidae besitzt er einen typischen rüsselförmig verlängerten Kopf. Die Schienen und Tarsen sind schwarz gefärbt.
Die Larven erreichen eine Länge von 4–5 mm. Sie sind beinlos, gelblich-weißlich gefärbt. Die Kopfkapsel ist braun.

## Vorkommen
Der Kohlschotenrüssler ist europaweit verbreitet. In Nordamerika (USA, Kanada) wurde diese Art eingeschleppt und dort 1931 das erste Mal gesichtet. Heute hat sich die Art in Kanada als Schädling im Sommerraps-Anbau etabliert.

## Biologie
Der Kohlschotenrüssler schädigt zwar auch in der Saatgutvermehrung bei der Produktion von Samen der Kohlarten, hat aber vor allem als Schädling im Rapsanbau zu gelten.
Der Kohlschotenrüssler überwintert als erwachsener (adulter) Käfer in den Waldrändern unter der Streuschicht in einer Tiefe von 0,5–5 cm. Bei Bodentemperaturen von 12 °C erfolgt der erste Schlupf. Wichtig ist dabei die physiologische Bereitschaft zum Schlupf, die durch Regenfälle Ende März/Anfang April begünstigt wird.
Zu Beginn der Rapsblüte fliegen die Käfer dann in die Rapsfelder ein. Bei Temperaturen von über 26 °C verfallen die Käfer in eine Wärmestarre und sind dann inaktiv.
Zur Eiablage beißt der Kohlschotenrüssler junge Schoten an und belegt sie mit je einem Ei. Die belegten Schoten werden mit einem Sekret markiert, um eine erneute Belegung durch ein anderes Weibchen zu verhindern. Die Larve frisst zwei bis drei Samenanlagen aus. Nach einer 35–40 Tage dauernden Entwicklung verlässt die Larve die Schote, ohne dass diese platzt, zur Verpuppung im Boden. Es wird nur eine Generation pro Jahr gebildet.

## Bekämpfung
Eine chemische Bekämpfung des Kohlschotenrüsslers mit Insektiziden aus der Gruppe der Pyrethroide ist üblich. Meist genügt eine Randbehandlung, um die wirtschaftlich bedeutende Kohlschotenmücke als Folgeschädling auszuschalten, die sich bevorzugt am Feldrand aufhält.
Von Bedeutung sind insbesondere die Parasitoiden des Kohlschotenrüsslers. Die Erzwespe Trichomalus perfectus Walk. befällt die Larve des Kohlschotenrüsslers (Wirtslarve) im dritten Larvenstadium. Dadurch wird die Fraßleistung der Wirtslarve vermindert, bzw. die Larve stirbt ab. Die Parasitierungsrate beträgt in Abhängigkeit verschiedener Faktoren etwa 32–43 %.

## Resistenzzüchtung
Insbesondere in Kanada ist die klassische Züchtung auf Resistenz gegenüber dem Kohlschotenrüssler in den letzten 10 Jahren stark intensiviert worden. Durch die Einkreuzung von Genotypen von Sinapis alba konnte Genmaterial gezüchtet werden, das eine deutliche Reduktion im Befall durch den Kohlschotenrüssler aufweist.
In Europa wird bisher nur wenig an insektenresistentem Raps gezüchtet. Lediglich erste Ergebnisse aus Resistenzversuchen mit dem Gefleckten Kohltriebrüssler (Ceutorhynchus pallidactylus) liegen vor.

## Gefährdung
Die Art gilt in Deutschland als ungefährdet.

## Synonyme
In neuer Literatur, z. B. aus Kanada, auch als Ceutorhynchus obstrictus (Marsham) geführt. Die Rechtmäßigkeit dieser Umbenennung wird insbesondere von englischen Taxonomen angezweifelt.